# Liceo classico Niccolò Machiavelli
Il liceo classico statale "Niccolò Machiavelli" è la più antica scuola superiore della provincia di Lucca, ed una tra le più antiche d'Italia. Fa parte dell'ISI N.Machiavelli, che conta oltre mille iscritti.
Ha sede a Palazzo Lucchesini, in Via degli Asili.

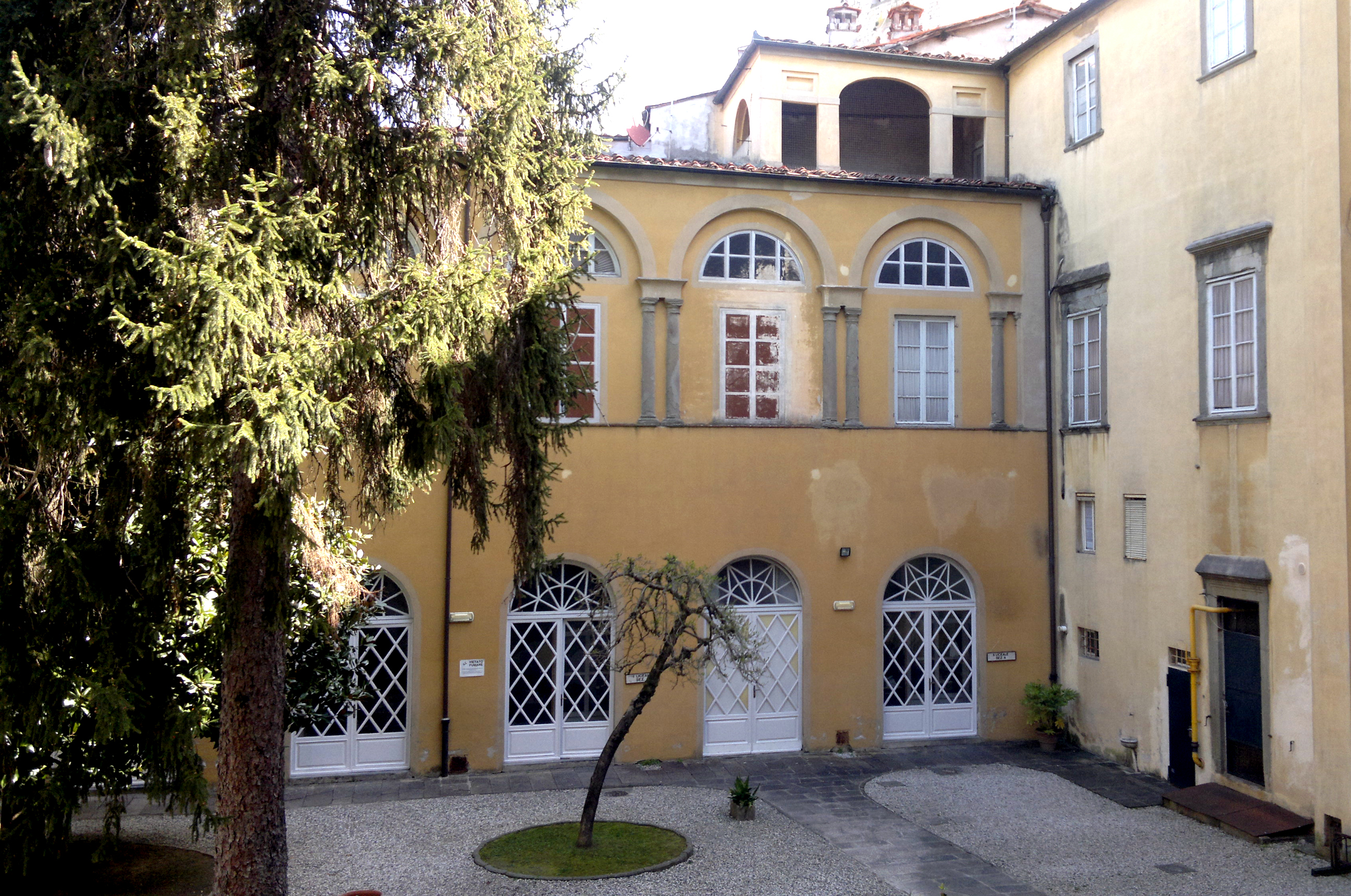
Cortile interno di Palazzo Lucchesini.

## La storia
La storia del liceo classico lucchese è fortemente ancorata al percorso che gli Studi Universitari hanno compiuto all'interno della città. Nel 1369, Carlo IV di Lussemburgo, re di Boemia, autorizzò il Consiglio generale della città a costituire uno studio universitario, durante la stessa assemblea in cui la Repubblica di Lucca fu dichiarata libera ed indipendente dalla Repubblica di Pisa; i Lucchesi, tuttavia, non realizzarono il progetto fino al 1785, per timore, secondo alcuni studiosi, che le scolaresche forestiere importassero cattive abitudini e costumi corrotti.
Solo quattrocento anni dopo, infatti, il Consiglio generale richiese al Pontefice un atto pratico che aiutasse la città a rendere esecutiva la concessione del 1369, sulla scia delle correnti riformatrici illuministe (vedi: Illuminismo) del periodo. Il breve apostolico concesso da Pio VI segnò la soppressione dell'Ordine lucchese dei canonici lateranensi con confisca dei beni, che vennero donati all'università, inaugurata in quello stesso anno col nome di Pio Istituto di S. Frediano. Negli anni, l'istituto diventò prima Pubblico Istituto degli Studi e poi Università degli Studi; dieci anni dopo la sua apertura, le cattedre erano salite già da quattro a quindici.
I cambiamenti di dinastia e l'alternarsi di Governi provvisori minacciarono nel periodo successivo la stabilità dell'Università; per avere una riforma degli studi capace di mettere ordine dobbiamo attendere il decreto del 3 luglio 1819, operato dalla duchessa Maria Luisa di Borbone. Con questa riforma venne istituito un nuovo centro di studi, chiamato Liceo reale, sotto la presidenza di Carlo Ludovico di Borbone (figlio della duchessa); l'Università fu dotata di importanti complementi: un orto botanico (oggi orto botanico comunale di Lucca), un osservatorio astronomico (la Specola di Lucca), un gabinetto di fisica, un teatro anatomico e un museo di storia naturale.
Con la perdita dell'indipendenza e l'annessione al granducato di Toscana nel 1847, la città perse il diritto ad uno studio universitario; con l'unità d'Italia, realizzata nel 1861, il granducato entrò a far parte del Regno e il Liceo-università fu definitivamente trasformato in liceo classico secondo la legge Casati.
Dall'accorpamento del liceo con l'Istituto magistrale “Luisa Amalia Paladini”, che deve il nome a Luisa Amalia Paladini, un'educatrice lucchese del XIX secolo, è nato nel 1998 l'Istituto superiore d'istruzione “Machiavelli – Paladini”. Nel 2013 anche l'Istituto Professionale Matteo Civitali, è entrato a far parte dell'Isi N.Machiavelli.

### La sede centrale, Palazzo Lucchesini
Palazzo Lucchesini è sede della direzione dell'Istituto; al suo interno, inoltre, sono ospitati il gabinetto di fisica, il museo di storia naturale e il teatro anatomico con l'antico emiciclo, in cui ancora oggi si tengono alcune lezioni.
Nel Cinquecento, il palazzo non appariva come a noi oggi: il sito era occupato, infatti, da un nucleo di case con finestre a croce, secondo quanto riportano alcune carte dell'epoca. Nei primi anni del Settecento il complesso fu acquistato da Vincenzo Lucchesini, già Vescovo della diocesi di Ragusa di Dalmazia e poi di Assisi, fino al 1693, anno in cui divenne titolare in Curia della Segreteria dei Brevi. Di questo personaggio di rilievo restano l'elogio funebre scritto dal suo protetto lucchese Filippo Maria Bonamici, (“Oratio in funebre Io. Vincentii Lucchesinii ad Lucenses dum amplissimo praesuli in templo eiusdem nationis officia exequiarum persolverent”) ed il dialogo di cui lo rese protagonista lo stesso Bonamici sulle qualità del perfetto oratore. 
Del piano di restauro voluto da Lucchesini, che ha portato alla nascita del Palazzo, sappiamo solo che un primo disegno (mai realizzato) fu commissionato all'architetto lucchese Domenico Martinelli, che in città aveva già collaborato ai restauri di Palazzo Tommasi, in piazza Santa Maria Bianca, e di Palazzo Cenami, in piazza San Salvatore.
Nel 1819 poi l'immobile passo in mano ai Borbone, che vi istituirono il Real Liceo.
L'edificio si snoda su quattro piani ed è dotato di un cortile interno su cui si affacciano oggi alcune delle aule. All'interno di Palazzo Lucchesini si trova ancora la settecentesca scala interna in pietra che si snoda per tutta l'altezza dell'edificio, mentre la loggia che sovrasta il cortile è stata chiusa per ricavarne i locali dove si trova attualmente il museo di storia naturale. Sulle pareti e sul soffitto dell'aula magna al primo piano si possono vedere ancora, restaurati, i chiaroscuri (vedi: chiaroscuro) della prima metà dell'Ottocento, con quattro trofei di strumenti scientifici e le due figure contrapposte di Pallade Atena e di un Genio, gli amorini, lo stemma del palazzo ed il motto “non plus ultra”. 
Nuovi restauri al palazzo furono operati alla fine della seconda guerra mondiale a causa dei danni subiti.

### Il Museo di Storia Naturale
La nascita di un primo nucleo museale risale al periodo tra il 1785 e il 1860, in parallelo con lo sviluppo degli Studi Universitari. Inizialmente esso era collocato all'ultimo piano del Palazzo della Provincia (anche detto Palazzo Ducale o della Signoria) ed era organizzato già allora in sale tematiche. Del primo direttore, Giuseppe Cotti, abbiamo pochissime informazioni. Suo discepolo e poi successore fu Alessandro Carina: nato a Firenze in una famiglia vicina alla corte borbonica, si trasferì con i genitori dapprima a Roma e poi nel 1817, quando Maria Luisa di Spagna prese possesso di Lucca, prese residenza in città. Qui intraprese gli studi liceali e conseguì una laurea in medicina; nel 1825 fu nominato apprendista e poi aiuto direttore nel Museo, si occupò della classificazione degli oggetti ancora non catalogati ed eseguì numerose preparazioni. Negli anni a venire seguì un corso di perfezionamento a Parigi e al suo rientro in città ricoprì numerosi incarichi prestigiosi: fu medico nelle carceri e per la casa reale, direttore delle Terme di Bagni di Lucca (sull'argomento ha lasciato anche numerosi scritti), direttore del Museo, commendatore dell'Ordine di Santo Stefano papa e martire.
Dopo l'annessione al Granducato di Toscana, il Museo conobbe un periodo di crisi, causato in parte dalla perdita di materiale ad uso di altri Istituti toscani; tuttavia, nel 1856 il Granduca Leopoldo II di Toscana decise di trasferire le collezioni e i materiali. Fu incaricato di curare il trasferimento l'allora Ministro Cesare Boccella, che fece spostare il Museo a Palazzo Lucchesini; per accogliere al meglio questo nuovo elemento, l'edificio subì delle modifiche, studiate e dirette dall'ingegnere Michele Cervelli. Da quel momento, Alessandro Carina si impegnò per ampliare le collezioni e le dotazioni, così che il Museo divenne presto una struttura ricca e completa, rappresentativa di tutti i gruppi zoologici, paleontologici e geomineralogici. Tra le nuove acquisizioni ci sono le due mummie risalenti all'VIII/VII secolo a.C. e rinvenute nel 1820 a Tebe, la collezione di mammiferi ed uccelli appartenente al Real Liceo e il consolidamento della piccola biblioteca storico scientifica, che raccoglie 927 volumi e svariate riviste scientifiche dell'epoca.
Per tutta la seconda metà dell'Ottocento sarà Cesare Bicchi, direttore dell'Orto Botanico di Lucca e docente di Storia Naturale, a curare ed ampliare le collezioni del Museo. In questo periodo, infatti, l'esploratore lucchese Carlo Piaggia donò la sua raccolta di uccelli del Sudan e la famiglia Cenami Spada contribuì con la collezione malacologica appartenente all'entomologo Ernesto Turati. Lo stesso Bicchi portò avanti gli studi geognostici sui Monti Pisani e sui monti di La Spezia, già avviata da Alessandro Carina, e donò i reperti raccolti al Museo.
Fino agli anni precedenti la seconda guerra mondiale, il Museo ha usufruito anche di un laboratorio e di un'aula per la didattica. 
Nel 1976 la direzione del Liceo classico, preoccupata per lo stato di conservazione del materiale e consapevole della necessità di un nuovo inventario, ha chiesto l'intervento dell'Amministrazione Comunale di Lucca. Con il contributo dell'Assessorato alla Cultura e della Regione Toscana, ha avuto inizio l'opera di rideterminazione, aggiornamento e catalogazione del materiale, a cura della Società Toscana di Scienze Naturali. A conclusione di questo lavoro, nel 1982, il Comune ha organizzato la mostra “Uccelli della Lucchesia”, in cui erano esposti circa duecento esemplari in un ideale percorso sul territorio; il successo riscosso da questa iniziativa ha portato alla riapertura del Museo al pubblico, in accordo con la Presidenza del Liceo. A tale proposito, al Museo sono stati concessi altri locali di Palazzo Lucchesini, sia per il restauro, sia per l'esposizione.
Ad oggi il Museo si estende per circa 400 m² ed è articolato in sei sale come deciso dall'ingegner Cervelli nel suo progetto; i restauratori hanno cercato, infatti, di lasciare intatto il gusto ottocentesco degli ambienti quando possibile. Le sezioni del Museo sono seguite da personale comunale e le raccolte sono state ancora ampliate (benché non tutti i pezzi siano esposti): tra queste, la collezione ornitologica in circa ottocento esemplari Gragnani – Rontani e la raccolta entomologica Balderi – Ballerini.

### Il Gabinetto di Fisica
Il Gabinetto di Fisica (tuttora conservato al secondo piano di Palazzo Lucchesini) fu acquistato nel luglio 1819 dalla Duchessa Maria Luisa di Borbone con fondi personali, come fu detto nell'atto di nascita dell'Università lucchese. Tuttavia, la città era già famosa all'epoca per i fiorenti studi nel campo della Fisica: ne è prova il fatto che nel XVIII secolo esistesse già un'Accademia dei Fisici, come riporta l'abate Iacopo Chelini.
Nel 1790 fu istituita la prima cattedra di Fisica all'interno di un'università lucchese ancora in stato embrionale: essa, infatti, fu dapprima eliminata dalla riforma scolastica di Elisa Bonaparte Baciocchi dopo soli ventuno anni dalla fondazione, e in seguito rifondata dalla stessa Duchessa Maria Luisa. L'incaricato all'insegnamento della cattedra di Fisica nell'Università lucchese fu Padre Gabriello Grimaldi (direttore poi del Gabinetto di Fisica fino al 1835), al quale si deve la scelta delle macchine conservate oggi nel Liceo. È stata rinvenuta una ricca documentazione relativa all'acquisto di macchine e strumenti di Fisica riguardante il periodo tra il 1817 ed il 27 ottobre 1823; vi sono indicati il catalogo da cui furono scelte le macchine, le note di acquisto e di spese ed un carteggio. Il catalogo fa riferimento agli strumenti costruiti a Parigi dall'ingegnere Dumotiez e da suo nipote Pixii, suddivisi tematicamente in meccanica, idrostatica, pneumatica (scienza), compressione dell'aria, idraulica, meteorologia, calore e gas, elettricità e galvanismo. Oltre ai macchinari, il catalogo comprende anche un elenco di bilance (vedi: bilancia), lampade ed accendini. Le unità acquistate furono ben centottanta, spedite a Lucca in tre momenti diversi tra il 1819 ed il 1822. Altri acquisti documentati negli inventari e nei resoconti spese risalgono al 1827, al 1838 e 1839 e al 1848.
Dal 1845 in poi il Gabinetto di Fisica segue il destino travagliato dell'Università lucchese: esso fu svenduto da Carlo Ludovico di Borbone, figlio ed erede della Duchessa Maria Luisa, per la somma di quarantasettemila franchi al Granduca Leopoldo II di Toscana. Nell'ottobre 1847 il Granducato di Toscana prese possesso ufficialmente del Ducato di Lucca, come già stabilito nel Congresso di Vienna del 1815; il Granduca Leopoldo decise inizialmente di trasferire il Gabinetto di Fisica a Firenze, ma poi petizioni, lettere ed alcuni incidenti lo convinsero ad assecondare le richieste dei lucchesi che spingevano per conservare la raccolta all'interno della sua sede originaria. Per questo, nel 1850, i lucchesi fecero installare sopra la terza rampa di scale di Palazzo Lucchesini una lapide in memoria della concessione di Leopoldo II, commissionata all'ingegnere Michele Cervelli.
Le ultime acquisizioni risalgono al 1930 e portano la collezione a 600 strumenti circa. Nel corso del 2003 gli strumenti del Gabinetto di Fisica sono stati restaurati e gli esemplari più belli e significativi sono stati esposti in una mostra allestita nell'Aula Magna dell'istituto, dove si trovano ancora oggi. L'associazione culturale “Amici del Machiavelli” ha inoltre pubblicato un accurato catalogo del nucleo più antico di strumenti (fino al 1847), curato dai Professori Emilio Borchi, Renzo Macii e Giacomo Ricci.

## Il "Machiavelli” come liceo classico

### Attività scolastiche
L'Istituto di Istruzione Superiore “N. Machiavelli” partecipa a diverse iniziative culturali e sportive sul territorio regionale ed italiano.
Per due edizioni, nel 2005 e nel 2007, è stata un'alunna del Liceo socio-psicopedagogico a vincere il primo premio del concorso “Artigianato e scuola”, promosso dalla Confartigianato di Lucca; sempre nel 2007, alcune classi del Liceo classico hanno preso parte al “Campionato di giornalismo”, organizzato dal quotidiano La Nazione. Nel 2014, un alunno del Classico Machiavelli ha vinto il Premio giornalistico "Arrigo Benedetti Città di Barga". Da diversi anni abbiamo poi la partecipazione al Certamen promosso dal Comune di Pontedera “In Ponticulo Herae”, alle Olimpiadi della matematica e, sul piano sportivo, alle gare di atletica leggera provinciali e regionali. Alcuni degli studenti hanno fatto parte della delegazione del Parlamento Europeo Giovani.
DI particolare interesse sono le numerose Lecturae Dantis organizzate durante l'anno scolastico nell'Aula Magna di Palazzo Lucchesini ed aperte al pubblico, insieme alle conferenze e alle proiezioni programmate per la “Settimana della cultura scientifica”. Nell'ambito di quest'ultima iniziativa, gli studenti si attivano a turno come guide per i visitatori del Museo di Storia Naturale. Per quanto riguarda le attività pomeridiane, l'Istituto offre corsi di pianoforte e la possibilità di seguire corsi per sostenere gli esami di lingua francese del DELF e di lingua inglese del Pet e First Certificate. Negli ultimi anni è stato inserito anche un corso per ottenere la Patente Europea del Computer (ECDL).
Il giornalino scolastico degli studenti, “Machiavelli Espresso'”, disponibile anche online sul blog degli studenti, è risultato vincitore di un concorso nazionale, con una menzione speciale per la qualità dei contenuti.

## L'Associazione Culturale "Amici del Machiavelli"
L'associazione culturale senza fini di lucro “Amici del Machiavelli” è nata il 12 ottobre 2001 col fine di affiancare il Liceo e l'Istituto magistrale Statale “L.A. Paladini” nella valorizzazione delle loro potenzialità culturali e del patrimonio storico-culturale che essi rappresentano. 
L'associazione è composta dal Presidente, da un Consiglio e dall'Assemblea dei Soci; i primi due organi hanno durata ordinaria di tre anni (salvo scioglimento anticipato per gravi inadempienze) e sono eletti rispettivamente dal Consiglio e dall'Assemblea. L'Assemblea dei Soci è convocata due volte l'anno: la prima seduta è fissata per il mese di settembre e in questa si decide un programma di massima e il bilancio futuro dell'esercizio; nella seconda seduta, fissata solitamente per aprile, viene fatto un resoconto consultivo dell'attività svolta. È facoltà dell'Assemblea, inoltre, eleggere un Presidente Onorario, una persona che con il suo operato nell'Associazione le abbia conferito particolare prestigio; questa carica ha validità cinque anni e può essere riconfermata. Dal momento che questa è una associazione senza fini di lucro, i fondi con cui svolge le proprie attività provengono dalle quote sociali, da eventuali manifestazioni ed attività e da contributi di Enti pubblici o privati.
Tra le molte attività dell'Associazione ci sono, in particolare, l'organizzazione di attività culturali, le iniziative finalizzate alla valorizzazione del patrimonio museale (come la mostra del 2003 con i restaurati strumenti ottocenteschi di Fisica), i numerosi cicli di conferenze e iniziative musicali, con la collaborazione di molti studenti dell'Istituto. Meritano particolare menzione le visite guidate al Museo di Storia Naturale, organizzate con la collaborazione del Comune e della Provincia di Lucca. Attualmente, l'Associazione è impegnata nella pubblicazione del secondo catalogo degli strumenti del Gabinetto di Fisica.